# Manitu

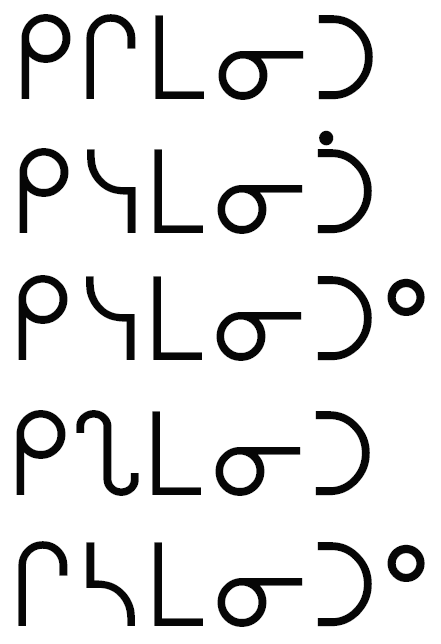
Símbolos de los siguientes tipos de Manitu: (de arriba abajo) Kiscemanito, kisemanitoo, Kisemanitow, Kishemanito y por último chisamanitu.

Manitu (o Manitou,  Gitchi Manitou, Gitchie Manitou, Gitchee Manitou, Kitche Manitou; Gichi-manidoo), en la cultura tradicional algonquina, es el Gran Espíritu, el Creador de todas las cosas y el Dador de Vida. "Manitu" es una palabra algonquina que significa "espíritu", y "Gitche Manitou" significa "Gran Espíritu". Su significado real es más cercano a "Gran Conexión". Los exploradores franceses traducían el término como "Gran Manitu".

## Gitche Manitu
El nombre de la provincia de Manitoba, o Manitou-abah, en Canadá, está relacionado con esta palabra algonquina u ojibwa. Existe una historia que dice que es aquí donde reside el Gran Espíritu, y que aquí fueron colocados los primeros humanos. El granito de tres mil millones de años de antigüedad del área del Parque pudo tener un gran significado para las antiguas poblaciones de la zona. El parque fue bautizado en honor a las conchas marinas blancas utilizadas en las ceremonias Midewiwin (prácticas de chamanismo), con las cuales se comerciaba en Norteamérica. Los rollos de corteza de abedul recogen parte de la historia de las migraciones ojibway, descubridores de estas conchas sagradas, empleadas en ceremonias en honor y agradecimiento al Creador, a lo largo de la región de los Grandes Lagos.
Además de los algonquinos, Gitche Manitu era conocido por otras tribus. Existen, incluso, referencias al Gran Manitu entre los cheyenne y los sioux oglala (son de notar las recolecciones de Alce Negro), que indican que la creencia en esta deidad se extendía por las Grandes Llanuras y posiblemente por todo el gran grupo de pueblos algonquinos.
Gitche Manitou es a menudo tratado en dichas culturas de manera análoga al Dios cristiano. Cuando los primeros misioneros cristianos predicaron el Evangelio a los algonquinos, absorbieron a Gitche Manitou como un nombre de Dios mediante el proceso de sincretismo. Esto se puede ver, por ejemplo, en la letra del "Huron Carol" (un himno navideño). Otros nombres de Dios incorporados por el sincretismo son Gizhe-manidoo ("Misericordioso Manidoo"), Wenizhishid-manidoo ("Justo Manidoo") y Gichi-ojichaag ("Gran Espíritu"). Aunque Gichi-manidoo y Gichi-ojichaag significan "Gran Espíritu", Gichi-manidoo lleva la idea de una mayor conexión espiritual, mientras que Gichi-ojichaag se refiere a la conectividad individual del alma al Gichi-manidoo.  Consecuentemente, los misioneros cristianos a menudo utilizaban el término Gichi-ojichaag para referirse a la idea cristiana del Espíritu Santo.

## Manitu como término místico
El término Manitu se refiere al concepto de un aspecto de la interconexión y equilibrio de la naturaleza/vida, similar al concepto del Qi, propio de la filosofía china; en términos más simples se puede referir a un espíritu. El espíritu es visto como un concepto, pero también como una persona con la que contactar. Todo tiene su propio Manitu: cada planta, cada piedra e incluso cada máquina. En las tradiciones chamanísticas los Manitus (o Manidoog o Manidoowag) están conectados para conseguir un efecto deseado, como las plantas Manitus para curar o el búfalo Manitu para una buena caza. En la tradición anishinaabe Manitoowag son un aspecto de la Gran Conexión.  Términos relacionados empleados por los anishinaabeg son Manodoowish para animal pequeño Manidoowag y Manidoons para insectos... ambos términos con el significado de "Pequeño Espíritu".
Estos Manitus no existen con una jerarquía parecida a la de los dioses europeos, pero son más semejantes a una parte del cuerpo interactuando con otra y el espíritu de todo, a saber, el colectivo es llamado Gitche Manitou.
Se dice que la Isla Manitoulin, en el Lago Hurón es la morada del Gitche Manitu. Manitowish Waters y Manitowoc, en Wisconsin, fueron también considerados como un lugar espiritual para encontrar la presencia de Gitche Manitu, debido a que los ríos Manitowish y Manitowoc son campos de desove de peces, en los cuales se juntan la vida y la muerte.